# Vasîlkivți, Pohrebîșce
Vasîlkivți (în ucraineană Васильківці) este un sat în comuna Spîciînți din raionul Pohrebîșce, regiunea Vinnița, Ucraina.

## Demografie
Componența lingvistică a localității Vasîlkivți
     Ucraineană (99,32%)
     Alte limbi (0,68%)
Conform recensământului din 2001, majoritatea populației localității Vasîlkivți era vorbitoare de ucraineană (99,32%), existând în minoritate și vorbitori de alte limbi.